# Бохан (селище)
Бохан (рос. Бохан, бур. Боохон) — селище в Іркутській області Росії. Адміністративний центр Боханського району. 

## Назва
У своїй книзі «Російський фольклор Східного Сибіру» Л. Є. Еліасом пише, що по одному переказами буряти походять від богатиря, який славився неймовірною силою, яка дорівнює силі бика-пороза. Це переказ - результат обробки відомих бурятських легенд про Буха нойон-Баабає. Легенда стверджує, що цей велетень і був родоначальником Боханського та інших бурят.
Ще одним варіантом походження назви Бохан є таке пояснення: на Хошун-Горі (Шаманській горі) росла товста з безліччю гілок коротка береза. Таку березу здавна називають Бѳѳ хуhан (Шаман-береза), а інші називали Бурхан хуhан (Бог-береза). Онук Готола Аргахан влаштувався на постійне проживання біля підніжжя Шаманської гори, на якій росла ця береза. Згодом сам улус був названий ім'ям Аргахан, але пізніше улус вже називають ім'ям берези Бѳѳ хуhан. До нас дійшло більш зручне трансформоване назва Бохан. Вважається, що назва селища Бохан дала гора Боханов Хушуун, біля її підніжжя якої простягнувся селище.

## Географія
Селище розташоване на річці Іда, правій притоці Ангари, за 120 км на північ від Іркутська на Олександрівському тракті та за 100 км на північний захід від селища Усть-Ординський по обласній автодорозі через Тихонівка.

## Історія
Заснований в кінці XVI - початку XVII століть під назвою Аргахан (за ім'ям першого поселенця), з 1902 року - Бохан.